# Estación Holdich

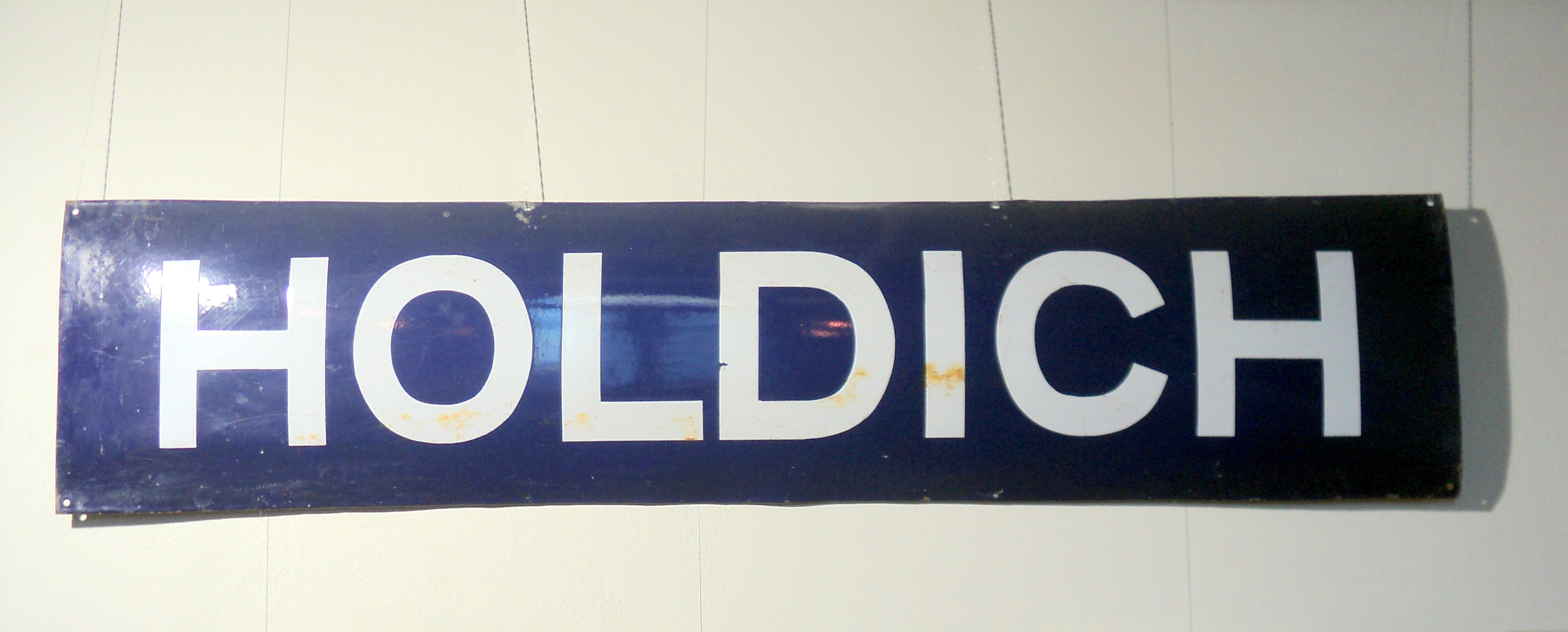
Cartel nomenclador de la estación preservado en el museo Ferroportuario.

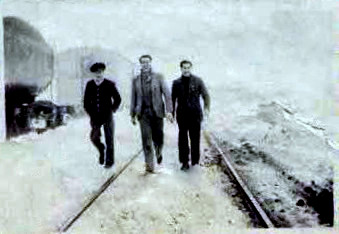
Ferroviarios caminando en las vías próximas a la estación Holdich.

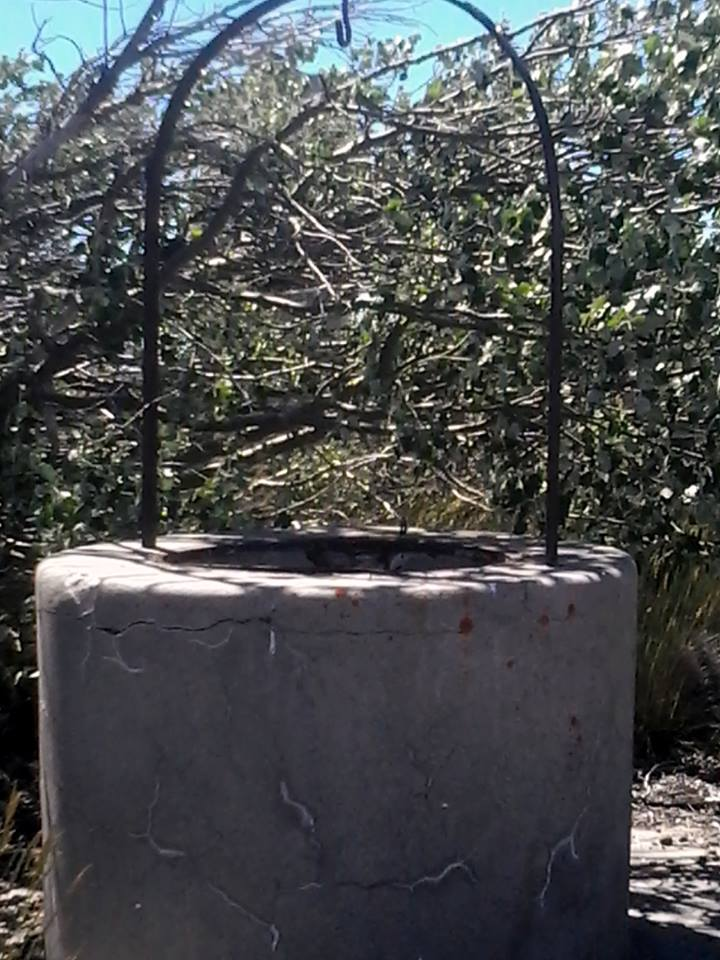
El antiguo aljibe de la estación aun en pie.

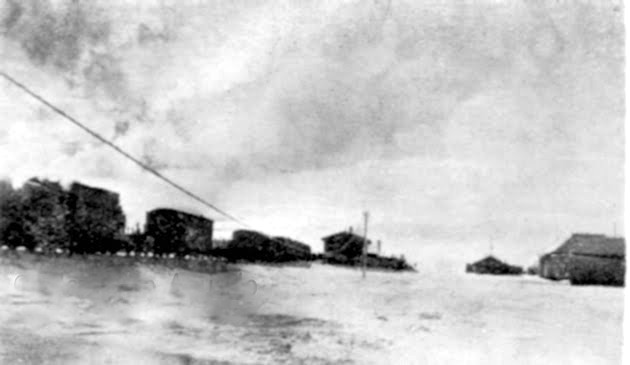
Formación ferroviaria en Holdich en los años 30

Holdich era una estación ferroviaria del Ferrocarril de Comodoro Rivadavia que unía a esta localidad con Colonia Sarmiento (provincia de Chubut, Argentina). Su construcción era de chapa y madera con caída para evitar acumulación de nieve. 
Estaba en un punto estratégico que era paso de viajeros por la ruta de tierra que unía el sur de Chubut con el norte de Santa Cruz. En sus alrededores se desarrolló un homónimo caserío que perduró hasta fines del siglo pasado. 

## Toponimia
El nombre de la estación alude a Sir Thomas Holdich, delegado del rey de Inglaterra, Eduardo VII, para la demarcación de límites entre Chile y Argentina, en especial en el año 1902 durante el disputa de límites entre Argentina y Chile (1896-1902).

## Historia

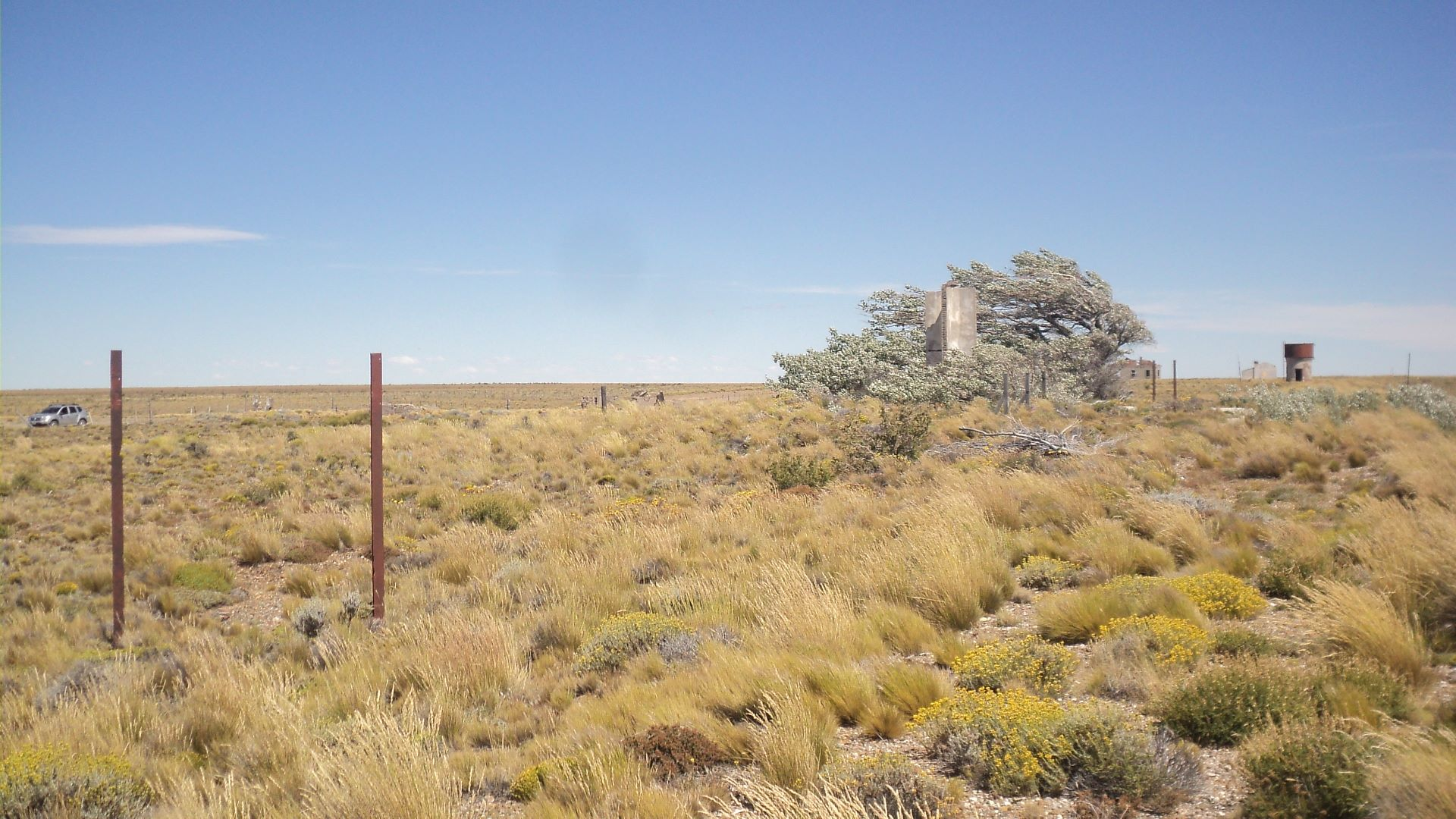
Lo que fue un cartel nomenclador acompaña a los restos de la estación. A lo lejos su tanque de agua, viviendas de las cuadrillas y el edificio del correo

Creada en 1911, era la estación más próxima a Santa Cruz. Su creación fue el resultado de la desviación de un proyecto, que originalmente iba a unir Sarmiento con Comodoro Rivadavia en línea recta. Esta modificación se debió a la intervención de los poderosos capitales privados de la estancia La Nueva Oriental que intervinieron política y monetariamente  para formar la curva hacia el sur que permitió que el ferrocarril llevara su elevada producción lanera y ovina. Esta acción además posibilitó fundar una gama de estaciones y pueblos impensados, entre los que nació Holdich. La consecuencia de esta intervención fue la demora extra para completar el recorrido no planificado originalmente, las complicaciones de la geografía de la zona y superposición de localidades y estaciones.
Desde 1914 con un relativamente cercano Cañadón lagarto prosperando era común que esta localidad recibiera a los viajeros en travesía hacia Comodoro. Especialmente, esto se daba cuando los pobladores intentaban movilizarse a pie en los intensos temporales invernales que duraban meses enteros y aislaban a Cañadón Lagarto y toda la zona. Para salir del pueblo a pie, los lagartenses usaban el tendido del ferrocarril con su terraplén y postes del telégrafo para arribar a otros puntos cercanos como Km 96 - Holdich - Pampa del Castillo todas separadas de 20 kilómetros y que ofrecían hospedajes en las estaciones o los hoteles para los visitantes. Una vez alcanzada esta última localidad  era relativamente más fácil alcanzar Escalante por tener un clima más benigno por estar más al nivel del mar y no quedar por ende aislado en forma definitiva. Ya desde ese punto era seguro alcanzar Comodoro por servicio ferroviario inclusive.
En 1919 al ser Holdich un punto clave, por su cercanía a Santa cruz, se tornó un clave para desembarcar petróleo hacia la línea ferroviaria Puerto Deseado a Las Heras. El crudo era llevado hasta la estación y desde allí por camiones a estación Las Heras, el punto más cercano. El proyecto estipulaba luego establecer un Decauville entre ambas estaciones para facilitar las cargas. En 1922 se confirmó el abastecimiento de petróleo a Las Heras. Sin embargo, la iniciativa solo se llevó a cabo por medio de transporte de camiones.
En una publicación de Ferrocarriles del Estado de 1920 se analizó la situación de las líneas Patagónicas. La línea de Comodoro Rivadavia a Colonia Sarmiento tenía sus ejes principales en sus dos puntos para cargas y pasajeros. Además, Holdich y Cañadón Lagarto eran reconocidas como las estaciones que también captaban más movimientos por ser receptoras de toda la producción cordillerana y de los valles adyacentes. El informe reconocía la ausencia en toda la línea de una zona de influencia que le brindaran recursos a explotar.
En 1923, ante el estanco del proyecto original de llevarlo a la cordillera al ferrocarril, el diputado Aramburu propuso una extensión de vías para unir el ferrocarril de Comodoro Rivadavia a Sarmiento con el de Deseado a Las Heras. La unión a Las Heras sería concretada a través del área Los Monos, el mejor punto para este nuevo trazado. Para 1927 el diputado Guillermo Fonrouge, planteó también la unión de esta estación con la estación Las Heras, la cual pertenecía al ferrocarril Patagónico. El proyecto pretendía pasar por los campos petroleros de Cañadón Seco y Caleta Olivia. A pesar de la corta distancia entre ambas no prosperó la iniciativa.
Aun para 1947 se continuó hablando de la unión de las líneas, pero se añadió la intención de lograr una línea férrea hacia las localidades de San Julián y Río Gallegos.
En las inmediaciones de la estación creció un pequeño poblado que tuvo un relativo importante crecimiento hasta mediados de siglo, estando la economía del poblado centrada en el paso de viajeros, las estancias vecinas y del ferrocarril. En su mayor apogeo el pueblo albergó la estación de chapa y madera del ferrocarril, el tanque de agua para surtir a las locomotoras, una vivienda de material para las cuadrillas de peones del ferrocarril, una subcomisaría de policía, dos hoteles-boliches de grandes dimensiones, varios galpones y un imponente edificio de correo erigido por la poderosa estancia La Nueva Oriental, propiedad del imperio patagónico Menéndez-Behety, fundadores de la actual cadena de supermercados La Anónima. En este periodo Holdich  era paso de más de 100 arreos de ganado por año y cada arreo tenía 5.000 a 10.000 animales por vez. El gran movimiento de carreros y arreadores hizo florecer la economía del lugar que se volvió paso obligatorio para estos viajantes que se abastecían en sus boliches.
A partir de la segunda mitad del siglo XX el poblado decayó rápidamente, en gran parte por el declive del ferrocarril frente al transporte automotor, incorrectamente superpuestos por falta de planeamiento nacional.
Aún para 1951 su población era contada entre las pocas localidades que la línea Comodoro Rivadavia a Colonia Sarmiento recorría. Para 1957 las únicas poblaciones considerables del ramal se concentran en torno a Comodoro y Sarmiento; estando todas las demás poblaciones como esta consideradas de poca relevancia o ya despobladas.
La estación se mantuvo activa y se constituyó como una de las pocas que lograron crear una pequeña población en su entorno hasta el cierre total del ferrocarril en 1978. 

### Después del cierre
Luego del cierre de ferrocarril la estación y sus instalaciones fueron abandonadas y libradas al pillaje. Por estos años, el matrimonio Aramburu se convirtieron en los últimos habitantes y guardianes de los edificios históricos. Gracias a su noble y recta tarea se pudo evitar por algunos años el robo sistémico por parte de visitantes de las instalaciones gracias a al coraje de los dueños del hotel Los Vascos.
El último registro histórico a nivel nacional vino de la mano de la película del Rey, dirigida por Caros Sorín, del año 1986. La misma inmortalizó lo que fuera el paraje Holdich. En ella se ve en ella imágenes del boliche Los Vascos antes de desaparecer. También, se observan que las instalaciones ferroviarias estaban conservadas, aunque ya para ese año la estación había desaparecido con sus carteles nomencladores. En el mismo rodaje se observan las instalaciones de Estación Pampa del Castillo junto con sus vías y elementos de señalización ferroviarias en perfecto estado. Esto indicaría que  las instalaciones del ferrocarril fueron resguardadas por lo menos hasta la clausura definitiva de 1992 a manos de Menem.   
La muerte total del pueblo del Holdich, que ya era un páramo desde hace décadas, llegó para  fines la década de 1980 con la partida de la última habitante que estaba en el boliche de Los Vascos.
La desaparición del boliche fuer rápida, ya para 1995 por su deterioro parecía demolido. Aun perduraban en pie partes de las paredes. Se reconocían tramos de las bases y fragmentos de algunas paredes, un sótano y las columnas que sostuvieron la puerta de entrada. Entre los escombros se amontonaban latas y botellas de vidrio de cervezas y gaseosas de los años ’70 y ’80.
Para los años 1990 un particular se ocupaba de cuidar lo que quedaba del pueblo, su labor contribuyó a preservar parte del patrimonio histórico. Este héroe anónimo recibía a los visitantes con escopeta en mano para evitar los desmanes. Lamentablemente, el defensor de Holdich desapareció del lugar y luego de su partida el lugar cayo en desmanes sistémicos. Fue así que en las últimas décadas se robaron rieles de la vía férrea junto con la misma estación. El desguace de los particulares también afectó a los edificios históricos que existían para aprovechar y vender material como chatarra.
Ante estos hechos la comisión de rescate histórico de Comodoro logró salvar el cartel nomenclador que hoy se exhibe en el museo Ferroportuario. Los datos indican que hacia 1995 aún quedaba bastante material que merecía ser rescatado. Sin embargo, no se hizo nada para su conservación.
Para 2006 el desguace que el gobierno de Das Neves desmanteló todo el material ferroviario que aún sobrevivía dejando sin su alma al pueblo y estación.
La estación formaba parte del Ferrocarril de Comodoro Rivadavia que comenzó a funcionar en el año 1910 y que fue cerrado definitivamente en el año 1978.

## Funcionamiento

### Itinerarios históricos

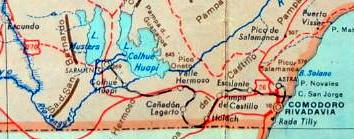
Holdich entre las localidades más importantes del ferrocarril en 1962.

El análisis de itinerarios de horarios lo largo del tiempo confirman que fue un punto de gran importancia para los servicios ferroviarios de larga distancia. 
El primer informe de horario publicado en 1920 con datos vigentes desde enero de 1918 expuso que trenes mixtos partían los lunes y jueves desde Comodoro a las 8:00 horas, pasando por Holdich a las 12:36 y arribando 16:30 a Sarmiento. Mientras que el regreso era los martes y viernes desde Sarmiento a las 8:00 horas, visitando Holdich 13:00, con arribo a Comodoro a las 15:50. Llamativamente, Holdich tenía tiempos dispares de permanencia de las formaciones en su andén en la ida era de 4 minutos y en la vuelta de 10 minutos. Por otra parte, para arribar a Pampa del Castillo se precisaban 40 minutos y para llegar a kilómetro 96 20 minutos.40 minutos. Por último, Holdich figuró en la descripción tarifaria del ferrocarril como punto de cobro.

En 1928 el ferrocarril realizaba 2 viajes los lunes y jueves. El tren mixto, tras partir de Comodoro Rivadavia a las 9:00, arribaba a esta estación a las 13:00 horas. El tiempo que le demoraba era de 4 horas y para unirse con la vecina Pampa del Castillo se requerían 50 minutos y kilómetro 96 un tiempo no especificado. 
En 1930 la situación no varió respecto al itinerario de 1928.
El itinerario de 1934 brindó información de la sección del servicio suburbano que era ejecutado por trenes mixtos los días lunes y jueves junto con el viaje a Sarmiento. El viaje a vapor partía a las 9 de Comodoro para arribar a Sarmiento 16:50. En tanto, la vuelta se producía los días miércoles y sábados desde las 9 con arribo a estación Comodoro a las 16:35. El tren arribaba a Holdich a las 12:45, mejorando el tiempo anterior. Mientras que la distancia con Pampa del Castillo se hacía en 35 minutos y para arribar a kilómetro 96 se requerían 22 minutos.
Para el itinerario de 1936 arrojó el único cambio significativo: la reducción de días de servicio, pasando a solo los lunes para regresar desde Sarmiento el miércoles.
Desde 1938 el itinerario mostró por primera vez una extensa red servicio suburbano que recorría la zona norte de Comodoro. Gracias a las últimas mejoras que recibió el ferrocarril, con la incorporación de ferrobuses, se logró que el servicio de pasajero y cargas ligeras reciba la mejora en el tiempo del trayecto que pasó de casi 8 hs a alrededor de 4 hs. Gracias a la nueva tecnología, partiendo desde estación matriz, se pudo alcanzar este punto en 1:58 minutos. Las distancias con los puntos vecinos se cubrían en 10 minutos a kilómetro 96 y en 21 minutos con Pampa del Castillo. Los días de servicios fueron ampliados y ejecutados los lunes, miércoles y viernes partiendo desde Sarmiento a las 7:45 para arribar a Comodoro a las 11:11, para luego volver a salir desde Comodoro a las 16:30 y arribar a Sarmiento a las 20:35.
También, en cuanto a las tarifas las mismas estaban divididas en secciones. La primera sección correspondía hasta Talleres, la segunda se cobraba hasta Escalante, la tercera hasta Pampa del Castillo y la cuarta hasta esta estación. El precio hasta este punto era de $6.95 en primera clase y de $3.95 en segunda.
El itinerario de Ferrocarriles del Estado del 15 de diciembre de 1940. Todos los viajes de todas las líneas pasaron a operarse con ferrobuses. El viaje principal partía los domingos desde Comodoro a las 7:08, pasando por este punto a las 9:00 y arribando a Sarmiento a las 10:45; mientras que había otro viaje que partía todos los días menos domingos desde las 16:30, paso por este punto a las 18:26 y llegada a Sarmiento a las 20:25. En tanto, el viaje desde Sarmiento se producía los domingos desde las 17:45 con arribo a Comodoro a las 20:58; mientras que el viaje que corría todos los días menos domingos lo hacía desde las 7:45 con llegada a las 11:11 a Comodoro. Por último, el documento se refirió a este elemento como estación Holdich y con edificación erigida a la izquierda de la vía.
El itinerario de trenes de 1946 hizo alusión detallada a los servicios del ferrocarril y dio precisiones de que esta estación era uno de los pocos puntos de carga agua para los trenes. También, se empezó a ver una merma en las visitas del ferrocarril a la estación, pasando a ser parada optativa de los servicios ferroviarios en una de las frecuencias de los ferrobuses. Las distancias con sus puntos vecinos siguieron sin modificación. La novedad de este informe fue la descripción del servicio de cargas a Sarmiento que se ejecutaba en forma condicional los lunes, miércoles y viernes. Este viaje se hacía con un formación a vapor y partía desde Talleres a las 9:40 para llegar a destino a las 17:40. El tren arribaba, con parada obligatoria, a Holdich a las 13:30 para volver a salir a las 13:35. Para comunicar la distancia que existía con kilómetro 95 al tren le tomaba 25 minutos, mientras que para unirse con Pampa del Castillo se requerían 35 minutos.
El mismo itinerario de 1946 fue presentado por otra editorial y en el se hace mención menos detallada de los servicios de pasajeros de este ferrocarril. En el documento se aclaró que la mayoría de los ferrobuses pararían en puntos adicionales que los pasajeros solicitaran para ascender o descender. Las tarifas se cobraban desde o hasta la estación más próxima anterior o posterior. Las mismas mantuvieron los valores y secciones de 1938.
El 10 de diciembre de 1948 fue presentado un itinerario que no representó grandes variaciones respecto del presentado en 1946. Sin embargo, la gran diferencia con el anterior documento estuvo en el viaje de cargas que recorría la línea completa desde Comodoro a Sarmiento; y no partía desde Talleres como en el itinerario anterior. De este modo, el viaje de cargas partía sin un día estipulado, en forma condicional desde Comodoro a las 9:30, paso por este punto a las 13:35 y arribo a Sarmiento a las 18:05. En tanto, la vuelta desde Sarmiento se producía desde las 10:20 con arribo a estación Comodoro a las 20:25. Por otro lado, el viaje de pasajeros operado por los ferrobuses a Sarmiento desde las 7hs siguió mostró la sería retracción desde Estación Pampa del Castillo hasta Sarmiento todos los puntos se mostraron como paradas optativas. Sin embargo, en el otro viaje que partía desde las 9 hs la cantidad de elementos optativos era sensiblemente menor y estaciones como Holdich fueron obligatorias. Por último, el itinerario se refirió a este punto como Holdich.
Otro informe de horarios de noviembre de 1955 arrojó 3 viajes: lunes, viernes, domingo y uno sin especificar por ser diario o condicional quizás. El viaje del domingo, llamativamente, arrojó que la única estación que tuvo parada obligatoria de los servicios ferroviarios de pasajero en el tendido desde Diadema a Sarmiento, fue Cañadón Lagarto. En los demás días de servicio el ferrobús visitaba más estaciones en su recorrido. El viaje más rápido arribaba en 2:05 minutos.
Por otro lado, una sección del informe de horarios de noviembre de 1955  describió el servicio suburbano. En esta sección se detalló este servicio que poseía puntas de rieles en COMFEPET, kilómetro 27 y kilómetro 20. Pasando a ser Diadema punta de riel del servicio suburbano que iba hasta Escalante, estación que dejó de ser visitada frecuentemente en favor de Diadema. De este modo, por el truncamiento de la línea a Escalante este punto ya no fue mencionado y visitado. No obstante, pese a perder Escalante el servicio suburbano; el ferrocarril ideó en los domingos un viaje especial. El mismo tuvo el carácter de recreo y trató de mantener turismo en diferentes puntos de la línea. El ferrobús partía el domingo a las 6:00 de Comodoro, arribaba a Holdich 8:05 como parada opcional, y finalizaba en Sarmiento a las 10:00 horas. En el mismo día, se emprendía el regreso desde Sarmiento a partir de las 17:30. Esto daba lugar que los visitantes permanecieran buena parte del día disfrutando en los diferentes destinos seleccionados. El regreso a Holdich era a las 19:44, pudiendo disfrutar de toda una jornada en esta estación como en otros puntos del ferrocarril. Asimismo, el viaje del domingo, llamativamente, arrojó que la única estación que tuvo parada obligatoria de los servicios ferroviarios de pasajero en el tendido desde Diadema a Sarmiento, fue Cañadón Lagarto. En los otros 3 viajes: lunes, viernes y uno sin especificar por ser diario o condicional quizás; el ferrobús visitaba obligatoriamente esta estación en sus recorridos. Se alcanzaba este punto en 1:03 minutos. Además, el itinerario mostró que el servicio de pasajero y cargas empeoran levemente los tiempos. El servicio unía a Holdich en 12 minutos con la vecina estación kilómetro 96 y en otros 12 minutos con kilómetro 67 (nuevo apeadero que empezó a figurar en los itinerarios).
La estación era un punto reconocido en la mayoría de los diferentes mapas del ferrocarril.

### Registro de boletos
Una extensa colección de boletos no arroja boletos de Holdich a pesar de ser esta estación una sección de cobro del tarifario presentado en los itinerarios de 1938-1946. Esto quizás se deba a la simple ausencia. Sin embargo, un boleto desde Sarmiento a este punto, pudo ser localizado en una colección personal.

## Infraestructura
La estación se ubicaba a 755 metros sobre el nivel del mar, siendo la estación ubicada a mayor altura del Ferrocarril de Comodoro Rivadavia. La ubicación a mayor altura del Ferrocarril de Comodoro Rivadavia sometió a Holdich a muy adversas condiciones climáticas que la deterioran constantemente. Los testimonios de vías obstruidas, en la zona que rodea a Pampa del Castillo, por las intensas nevadas son abundantes. La nieve en con su gran acumulación tapaba las vías y el terraplén lo que dejaba fuera de operación a la línea frecuentemente en invierno. Se sitúa en las coordenadas 45°57′58″ S 68°12′2″ O, sobre la Ruta Provincial 37, a pocos km del límite con la Provincia de Santa Cruz. 
El equipamiento de esta estación es descripto en dos documentos. El primero es el itinerario de 1934; en el se señala que tenía un apartadero de 571 metros de largo y un tanque de 45m³.
Posteriormente, un informe en 1958 detalló que el servicio de pasajeros recibía, hacienda y cargas. En cuanto a la hacienda, la despachaba y recibía con previo arreglo únicamente. Por otro lado,  la infraestructura se componía de:
- Embarcadero.
- Caseta para las cuadrillas: vivienda de material para el personal ferroviario de Vías y Obras. Fue edificada de espaldas al viento, con dos habitaciones amplias y dos menores a los lados. Se pueden encontrar otras idénticas con diferente conservación en las estaciones Escalante, Cañadón Lagarto, Valle Hermoso, Parada kilómetro 162, Sarmiento y Colhué Huapi.[13]
- Estanque de 45 m³.
- Apartadero de 571 metros de longitud.[32]
- Tanque de hierro:  Se utilizaba para suministrar agua a las locomotoras, permanece igual que en décadas previas. Sólo le faltaban las puertas de madera. Desde lo alto del tanque de hierro se dominaba una panorámica del entorno.[33]

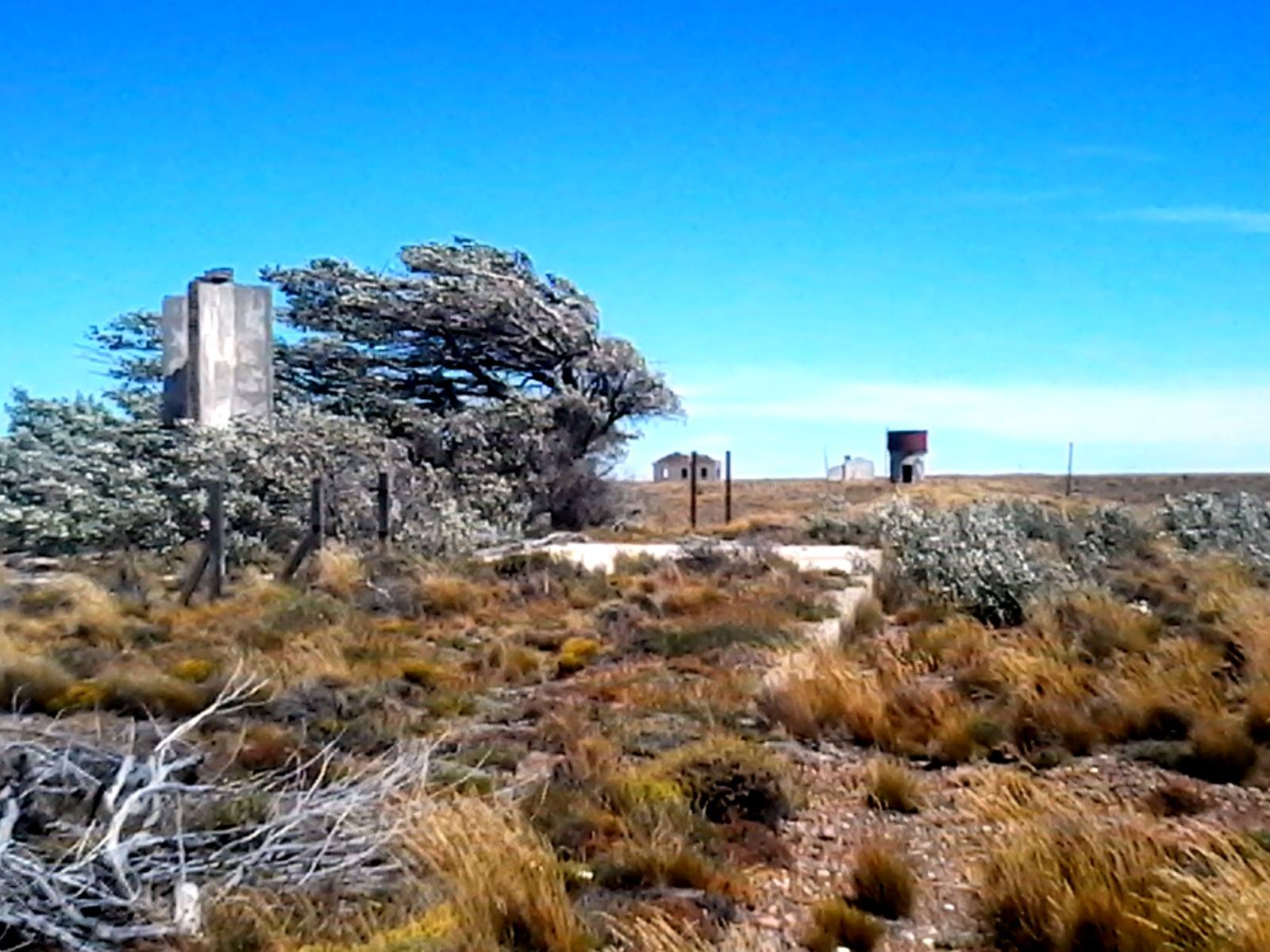
Vista de las ruinas de la estación con los árboles plantados por los ferroviarios aun vivos. Se observa a lo lejos en ruinas los edificios de la caseta de peones, el tanque y la oficina de correos.